# Стоянов, Марк Семёнович
Марк Семёнович Стоя́нов (1906—1992) — начальник участка шахты № 7 комбината «Ростовуголь», Герой Социалистического Труда.

## Биография
Родился 22 апреля 1906 года в селе Вершина ныне Куйбышевского района Запорожской области Украины.
Трудовую деятельность начал на угольных предприятиях города Макеевка. Затем приехал в Новошахтинск (Ростовская область). Прошёл путь от коногона до начальника участка шахты № 7 комбината «Ростовуголь». Руководимый им участок быстро был восстановлен и приступил к добыче угля. В 1947 году план угледобычи был выполнен на 103,3 %, в 1948 году — на 105,1 %.
Начальник участка содействовал внедрению новых передовых методов работы, развитию социалистического соревнования, много внимания уделял целесообразной организации труда. Им был предложен эффективный метод обрушения кровли, который впоследствии стали применять и на других шахтах.
Указом Президиума Верховного Совета СССР от 28 августа 1948 года за выдающиеся успехи в деле увеличения добычи угля, восстановления и строительства угольных шахт и внедрение передовых методов работы, обеспечивающих значительный рост производительности труда, Стоянову Марку Семёновичу присвоено звание Героя Социалистического Труда с вручением ордена Ленина и золотой медали «Серп и Молот».
Жил в городе Новошахтинск. Скончался в 1992 году.

## Награды
Награждён двумя орденами Ленина, медалями.